# Tarjei Vesaas
Tarjei Vesaas (20. srpen 1897, Vinje – 15. březen 1970, Oslo) byl norský spisovatel, představitel modernismu. Vydal dvacet románů, čtyři sbírky povídek, šest sbírek básní a tři divadelní hry.

## Život a dílo
Pocházel ze selského rodu z Vinje. V Telemarku žil celý život a své literární texty také vždy psal místním dialektem, ovšem nebyl autorem regionálním, naopak ho vždy lákala univerzální témata.
Začínal venkovským realismem (Samota Grinde; Grindegard, 1925, Grindekveld, 1926, Vraní koně; Dei svarte hestane, 1928). Postupně však přidával silný psychologický rozměr a silnou metaforou. Vrcholem této nové linie se stal román Dům v temnotách (Huset i mørket, 1945), kde se vyrovnával ze zkušeností života v okupovaném Norsku během druhé světové války. Téma narušené komunikace mezi lidmi dominuje v románu Bělidlo (Bleikeplassen, 1946) ve Vesaasově nejoceňovanějším románu Ptáci (Fuglane, 1957), jehož hrdinou je vesnický blázen, i v románu Ledový zámek (Is-slottet, 1963), za který získal Literární cenu Severské rady.